# 1127 Mimi
1127 Mimi là một tiểu hành tinh vành đai chính bay quanh Mặt Trời. Tiểu hành tinh này có đường kính khoảng 46 km. 1127 Mimi hoàn thành một chu kỳ quay quanh Mặt Trời trong vòng 4 năm và một ngày trên hành tinh này là 13 giờ. Nó được phát hiện bởi Sylvain Julien Victor Arend vào ngày 13 tháng 1 năm 1929..
Tên hành của tiểu hành tinh được đặt tên theo tên của vợ nhà thiên văn học Eugène Joseph Delporte. Tên ban đầu của nó là 1929 AJ,.